# Gainsborough (Lincolnshire)
Gainsborough è una città del Regno Unito, nella contea inglese del Lincolnshire.